# Fotbal Club Progresul Bucarest
Maillots
Le Fotbal Club Progresul București est un club roumain de football basé à Bucarest.

## Historique
- 1944 : fondation du club sous le nom de Socec Lafayette Bucarest
- 1948 : le club est renommé Grafica Monetaria Bucarest
- 1950 : le club est renommé Spartac Bucarest
- 1954 : le club est renommé Progresul Finante-Banci Bucarest
- 1955 : 1re participation au championnat de 1re division
- 1956 : le club est renommé Progresul Bucarest
- 1961 : 1re participation à une Coupe d'Europe (C2, saison 1961/62)
- 1977 : fusion avec le Vulcan Bucarest en CS Progresul Vulcan Bucarest
- 1987 : le club est renommé Progresul Voința Bucarest
- 1989 : le club est renommé Progresul Șoimii I.M.U.C.
- 1991 : le club est renommé FC Progresul BNR Bucarest
- 1994 : le club est renommé FC Național Bucarest
- 2006 : le club est renommé FC Progresul Bucarest

## Palmarès
| Compétitions nationales | Compétitions internationales |
| - Championnat de Roumanie - Vice-champion : 1996, 1997 et 2002 - Championnat de Roumanie de deuxième division (6) - Champion : 1954, 1966, 1970, 1976, 1980 et 1992 - Vice-champion : 1953, 1956, 1971, 1975, 1986 et 1987 - Coupe de Roumanie (1) - Vainqueur : 1960 - Finaliste : 1958, 1997, 2003 et 2006 |                              |

## Ancien logo

## Anciens joueurs
- Ovidiu Burcă
- Liviu Ciobotariu
- Marius Ciugarin
- Constantin Gâlcă
- Sabin Ilie
- Răzvan Lucescu
- Ion Luțu
- Cosmin Olăroiu
- Titus Ozon
- Petre Mîndru
- Petre Moldoveanu
- Corneliu Papură
- Dan Petrescu
- Ovidiu Petre
- Gabriel Popescu
- Dan Potocianu
- Daniel Prodan
- Ionuț Rada
- Sergiu Radu
- Marian Savu
- Viorel Năstase
- Radu Niculescu
- Alin Stoica
- Cristian Săpunaru
- Jonathan McKain
- Ryan Griffiths
- Michael Thwaite
- Binaware Williams Ajuwa